# Takeshi Nakashima
Takeshi Nakashima (中島 豪 Nakashima Takeshi?,  nacido el 15 de enero de 1976 en Nagasaki) es un exfutbolista japonés. Jugaba de defensa y su último club fue el Avispa Fukuoka de Japón.

## Trayectoria

### Clubes
| Club           | País  | Año         |
| -------------- | ----- | ----------- |
| Urawa Reds     | Japón | 1994 - 1996 |
| Avispa Fukuoka | Japón | 1997        |